# Tratado sobre o Funcionamento da União Europeia
O Tratado sobre o Funcionamento da União Europeia (TFUE) é um dos principais Tratados da União Europeia, juntamente com o Tratado da União Europeia (TUE). Anteriormente era conhecido como Tratado que institui a Comunidade Europeia (TCE).
Este Tratado tem a sua origem no Tratado de Roma (1957) (oficialmente o Tratado que institui a Comunidade Económica Europeia ou Tratado CEE), que levou à criação da Comunidade Económica Europeia (CEE), a mais conhecida das várias Comunidades Europeias (CE, European Communities). Foi assinado a 25 de março de 1957 pela Bélgica, França, Itália, Luxemburgo, Países Baixos e Alemanha Ocidental e entrou em vigor em 1 de janeiro de 1958. Continua a ser um dos dois tratados mais importantes da moderna União Europeia (UE).
O seu nome foi alterado duas vezes desde 1957. O Tratado de Maastricht (1992) retirou a palavra "económico" do título oficial do Tratado de Roma e, em 2007, o Tratado de Lisboa rebatizou-o de "Tratado sobre o Funcionamento da União Europeia".
Na sequência dos referendos de 2005, que testemunharam a tentativa falhada de lançar uma Constituição Europeia, a 13 de dezembro de 2007 foi assinado o Tratado de Lisboa (2007). Isto fez com que o TCE fosse renomeado como Tratado sobre o Funcionamento da União Europeia (TFUE) e, mais uma vez, renumerado. As reformas de Lisboa resultaram na fusão dos três pilares e numa União Europeia reformada.
Em março de 2011, o Conselho Europeu adotou uma decisão para alterar o Tratado, acrescentando um novo parágrafo ao artigo 136.º. O parágrafo adicional, que permite o estabelecimento do Mecanismo Europeu de Estabilidade financeira para a Zona Euro, tem a seguinte redação:
3. Os Estados-Membros cuja moeda seja o euro podem criar um mecanismo de estabilidade a acionar caso seja indispensável para salvaguardar a estabilidade da área do euro no seu todo. A concessão de qualquer assistência financeira necessária ao abrigo do mecanismo ficará sujeita a rigorosa condicionalidade.— Tratado sobre o Funcionamento da União Europeia (TFUE), artigo 136.º, n.º3

## Conteúdos presentes
O TFUE consolidado consiste em sete partes:

### Parte I: Os princípios
Em relação aos princípios, o artigo 1.º estabelece a base do tratado e o seu valor jurídico. Os artigos 2.º a 6.º descrevem as competências da UE de acordo com o nível de competências atribuídas a cada área. Os artigos 7.º a 14.º estabelecem os princípios sociais, os artigos 15.º e 16.º estabelecem o acesso público aos documentos e às reuniões e o artigo 17.º estabelece que a UE respeitará o estatuto das organizações religiosas, filosóficas e não confessionais ao abrigo da legislação nacional.

### Parte II: Não discriminação e cidadania da União
A segunda parte começa com o artigo 18.º que proíbe, dentro das limitações dos tratados, a discriminação dos cidadãos da União Europeia em razão de serem nacionais de um outro estado-membro da União Europeia. O artigo 19.º afirma que o Conselho, com o consentimento do Parlamento Europeu, "pode tomar as medidas necessárias para combater a discriminação em razão do sexo, raça ou origem étnica, religião ou crença, deficiência, idade ou orientação sexual" que afetar os cidadãos nacionais de um estado-membro da União Europeia. Os artigos 20.º a 24.º estabelecem a cidadania da UE e conferem-lhe direitos; à livre circulação, à proteção consular por parte dos outros estados-membros, ao voto e à elegibilidade nas eleições locais e europeias, ao direito de apresentar petições ao Parlamento e ao Provedor de Justiça Europeu e a contactar e receber uma resposta das instituições da UE numa das línguas oficiais do seu estado-membro. O artigo 25.º exige que a comissão apresente relatórios sobre a implementação desses direitos a cada três anos.

### Parte III: As políticas e ações internas da União
A Parte III é a maior do TFUE. Os artigos 26.º a 197.º dizem respeito às políticas e ações substantivas da UE.

#### Título II: A livre circulação de mercadorias
Incluindo a União Aduaneira da União Europeia (UAUE).

#### Título III: A agricultura e as pescas
Política Agrícola Comum e Política Comum das Pescas.

#### Título IV: A livre circulação de pessoas, de serviços e de capitais
O Título IV diz respeito à livre circulação de pessoas, serviços e capitais:
Capítulo 1: Os trabalhadores (artigos 45.º a 48.º, ex-artigos 39.º a 42.º do TCE), incluindo o direito de circular livremente para "responder a [uma] oferta de emprego efetivamente feita".
Capítulo 2: O direito de estabelecimento (artigos 49.º—55.º), incluindo o direito de iniciar e exercer atividades como [um] trabalhador independente.
Capítulo 3: Os serviços (artigos 56.º—62.º)
Capítulo 4: Os capitais e os pagamentos (artigos 63.º—66.º)

#### Título V: O espaço de liberdade, segurança e justiça
Incluindo a cooperação policial e judiciária.

#### Título VII: As regras comuns de concorrência, à fiscalidade e à aproximação das legislações
Legislação da concorrência da União Europeia, tributação e harmonização dos regulamentos (observando o artigo 101.º e o artigo 102.º).

#### Título VIII: A política económica e monetária
Os artigos 119.º a 144.º dizem respeito à política económica e monetária, incluindo artigos sobre o Euro. Capítulo 1: A política económica – O artigo 122.º trata dos problemas imprevistos na cadeia de abastecimento e "dificuldades devidas a calamidades naturais ou ocorrências excecionais que não possa controlar". O artigo 126.º trata da forma como os estados-membros com excesso de dívida devem lidar com esta questão. Capítulo 2: A política monetária – O artigo 127.º descreve que o Sistema Europeu de Bancos Centrais deve manter a estabilidade dos preços e trabalhar com os princípios do mercado aberto e da livre concorrência. O artigo 140.º descreve os critérios de adesão à União Monetária (o Euro) ou de manutenção de uma exceção à mesma, e também estabelece que é a maioria do Conselho, e não apenas o Estado, quem decide sobre a utilização do Euro ou da moeda nacional. Assim, os estados são obrigados (exceto o Reino Unido e a Dinamarca, porque possuem derrogações ou opt-outs nesta matéria) a introduzir o Euro se o Conselho considerar que cumprem os critérios.

#### Títulos IX a XV: Políticas de emprego, social e do consumidor
O Título IX diz respeito à política de emprego, nos termos dos artigos 145.º–150.º. O Título X diz respeito à política social e faz referência à Carta Social Europeia de 1961 e à Carta Comunitária dos Direitos Sociais Fundamentais dos Trabalhadores de 1989. É isto que está na origem do atual peso da legislação laboral europeia.
O Título XI estabelece o Fundo Social Europeu nos termos dos artigos 162.º a 164.º. Os artigos 165.º e 166.º do Título XII dizem respeito às políticas de educação, formação profissional, juventude e desporto. O Título XIII diz respeito à cultura, no artigo 167.º. O Título XIV permite adotar medidas para melhorar a saúde pública, nos termos do artigo 168.º. O Título XV habilita a UE a agir em prol da proteção do consumidor, no artigo 169.º.

#### Títulos XVI a XXIV: Redes, indústria, ambiente, energia, outros
No Título XVI, os artigos 170-172 capacitam a UE das ações para desenvolver e integrar as Redes Transeuropeias. O Título XVII, no seu artigo 173.º, diz respeito à política industrial da UE, para promover a indústria. No Título XVIII, os artigos 174 a 178 dizem respeito à coesão económica, social e territorial (redução das disparidades no desenvolvimento). O Título XIX diz respeito à investigação e ao desenvolvimento e à política espacial, no âmbito dos quais são desenvolvidos o Espaço Europeu da Investigação e a Política Espacial Europeia.
O Título XX diz respeito à política ambiental cada vez mais importante, permitindo o desenvolvimento de ações ao abrigo dos artigos 191.º a 193.º. O Título XXI, no seu artigo 194.º, estabelece a política energética da União Europeia.
No Título XXII, o artigo 195.º é relativo ao turismo. No Título XXIII, o artigo 196.º é relativo à proteção civil. No Título XXIV, o artigo 197.º, é relativo à cooperação administrativa.

### Parte IV: A associação dos países e territórios ultramarinos
Na Parte IV, os artigos 198.º a 204.º, tratam da associação dos vários territórios de além-mar dependentes dos estados-membros à UE. O artigo 198.º estabelece que o objetivo da associação é a promoção do desenvolvimento económico e social dos territórios associados enumerados no Anexo 2. Os artigos seguintes detalham a forma de associação, tais como direitos aduaneiros.

### Parte V: A ação externa da União
A Parte V, nos seus artigos 205.º a 222.º, trata da Política Externa e de Segurança Comum da UE. O artigo 205.º estabelece que as ações externas devem estar em conformidade com os princípios estabelecidos no Capítulo I, do Título V, do Tratado da União Europeia (TUE). Os artigos 206.º e 207.º estabelecem a política comercial comum (comércio externo) da UE. Os artigos 208.º a 214.º tratam da cooperação para o desenvolvimento e da ajuda humanitária aos países terceiros. O artigo 215.º trata das sanções, enquanto os artigos 216.º a 219.º tratam dos procedimentos para o estabelecimento de tratados internacionais com países terceiros. O artigo 220.º instrui o Alto Representante e a Comissão a estabelecerem uma cooperação adequada com outras organizações internacionais e o artigo 221.º estabelece as delegações da UE. No artigo 222.º, a cláusula de Solidariedade estabelece que os estados-membros devem ajudar um colega que esteja sujeito a um ataque terrorista, desastre natural ou desastre causado pelo homem. Isto inclui o uso da força militar sempre que necessário.

### Parte VI: Disposições institucionais e financeiras
Na Parte VI, os artigos 223.º a 334.º, discorrem sobre as disposições institucionais do Tratado da União Europeia (TUE). Para além de detalharem as estruturas, os artigos 288.º a 299.º descrevem as formas dos atos e dos procedimentos legislativos da UE. Os artigos 300.º a 309.º criam o Comité Económico e Social, o Comité das Regiões e o Banco Europeu de Investimento. Os artigos 310.º a 325.º descrevem o orçamento da UE. Por fim, os artigos 326.º a 334.º estabelecem as disposições para uma cooperação reforçada.

### Parte VII: Disposições gerais e finais
A Parte VII, nos seus artigos 335.º a 358.º, trata dos pontos jurídicos finais, como a aplicação territorial e temporal, a sede das instituições (a ser decidida pelos estados-membros, apesar desta estar promulgada por um protocolo anexo aos tratados), as imunidades e o efeito nos tratados assinados antes de 1958 ou da data de adesão.